# Santa Ana Heights
Santa Ana Heights é uma comunidade não-incorporada localizada no Estado americano da Califórnia, no Condado de Orange. A parte oeste fica nos limites da cidade de Newport Beach, já sendo considerada parte dessa. A comunidade é também limitada pelo Aeroporto John Wayne e por Costa Mesa.
Santa Ana Heights é uma área residencial habitada por famílias de renda razoável, sendo que muitas possuem residências em Newport Beach. Seu nome deriva da cadeia secundária das Montanhas Santa Ana que rodeiam a região.
A parte não-incorporada de Santa Ana Heights tem sido objeto de debates entre Costa Mesa e Newport Beach, para anexá-la definitivamente.
O código de área é 949.